# Omphalucha accentuata
Omphalucha accentuata là một loài bướm đêm trong họ Geometridae.